# Royal Huisman
Royal Huisman ist eine niederländische Werft, die sich auf den Neubau sowie die Umrüstung, den Umbau und die Erneuerung von Segel- und Motoryachten spezialisiert hat.

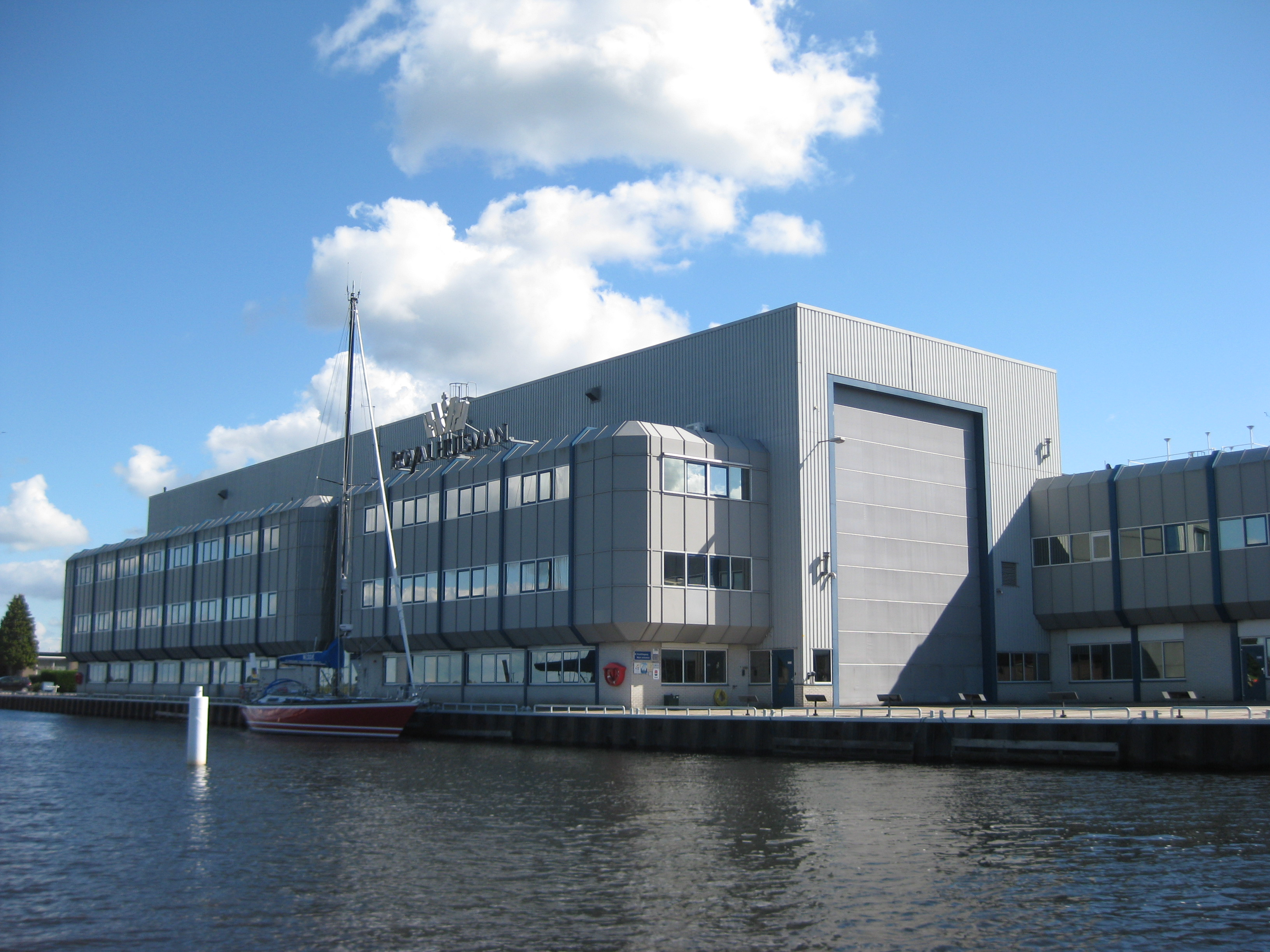
Schiffswerft Royal Huisman, Vollenhove, 2013

## Werftgründung und erste Jahre
Die Werft wurde 1884 in Ronduite als Hersteller von hölzernen Arbeitsbooten und Fischerbooten gegründet. Daneben begann die Werft auch mit dem Bau von Fahrtenyachten. Während des Zweiten Weltkriegs wurden nur wenige Schiffe gebaut oder ausgeliefert. In den Nachkriegsjahren etablierte sich die Werft langsam wieder und die Belegschaft wuchs auf acht bis zehn Mann. Als Jan Huisman vom Militärdienst zurückkehrte, war er fest entschlossen, Schiffe in Stahl zu bauen und spezialisierte sich ab dem Jahr 1954 auf Segelyachten aus Stahl.

## Aluminium als Baumaterial
Der Sohn Wolter Huisman wechselte ab 1964 mit der 30 Fuß-Serienyacht Avenir (9 m) des niederländischen Yachtkonstrukteurs „Van de Stadt“ zu Aluminiumrümpfen. In den 1970er Jahren ermöglichte die Entwicklung stranggepresster Aluminiummasten und die Zusammenarbeit mit dem New Yorker Designer-Büro Sparkman & Stephens (S&S) der Werft Huisman den Zugang zu Hochleistungsyachten und dem internationalen Yacht-Establishment. Die Werft brachte im Jahr 1970 ihre bisher größte Yacht auf den Markt. Auf dem neuen Werftgelände mit ausreichender Wassertiefe in Vollenhove baute man, die 60 Fuß große (18 m) S&S-Slup Running Tide, die erfolgreich auf Regatten Silber-Pokale gewann.
Im Jahr 1973 baute Huisman die erste Yacht mit dem Namen Saudade von Albert Büll, eine 47 Fuß (14,10 m) S&S-Slup, die im selben Jahr gemeinsam mit der Rubin von Hans-Otto Schümann und der Carina III den Admiral’s Cup für Deutschland gewann.

## Flyer-Yachten
Die Werft baute 1976 die 65 Fuß lange (19,50 m) S&S-Ketsch Flyer von Cornelis van Rietschoten für das zweite Whitbread Round the World Race 1977–1978 (heute: The Ocean Race), bei dem sie den ersten Gesamt-Platz belegte.
Ihr Erfolg wurde beim dritten Whitbread Race 1981–1982 mit Cornelis van Rietschotens neuer, vom damals aufstrebenden Design-Star German Frers (Argentinien) entworfener 76-Fuß-Slup (23,16 m) Flyer II einer Maxi-Yacht wiederholt, das in allen vier Etappen des Rennens First Ship Home war und den Gesamtsieg errang. Royal Huismann baute auch die Flyer II und rüstete sie nach dem Weltrennen zu einer Fahrtenyacht mit geringerem Tiefgang um.

## Bau von Maxi-Yachten
In der Folgezeit entwickelte die Werft erfolgreich Maxi-Yachten und große Fahrtenyachten mit den Yacht-Designern German Frers und Ron Holland (Neuseeland). Anlässlich ihres hundertjährigen Jubiläums im Jahr 1984 erhielt die Werft von Königin Beatrix die königliche Auszeichnung „Royal“ und änderte ihren Namen in „Royal Huisman“.

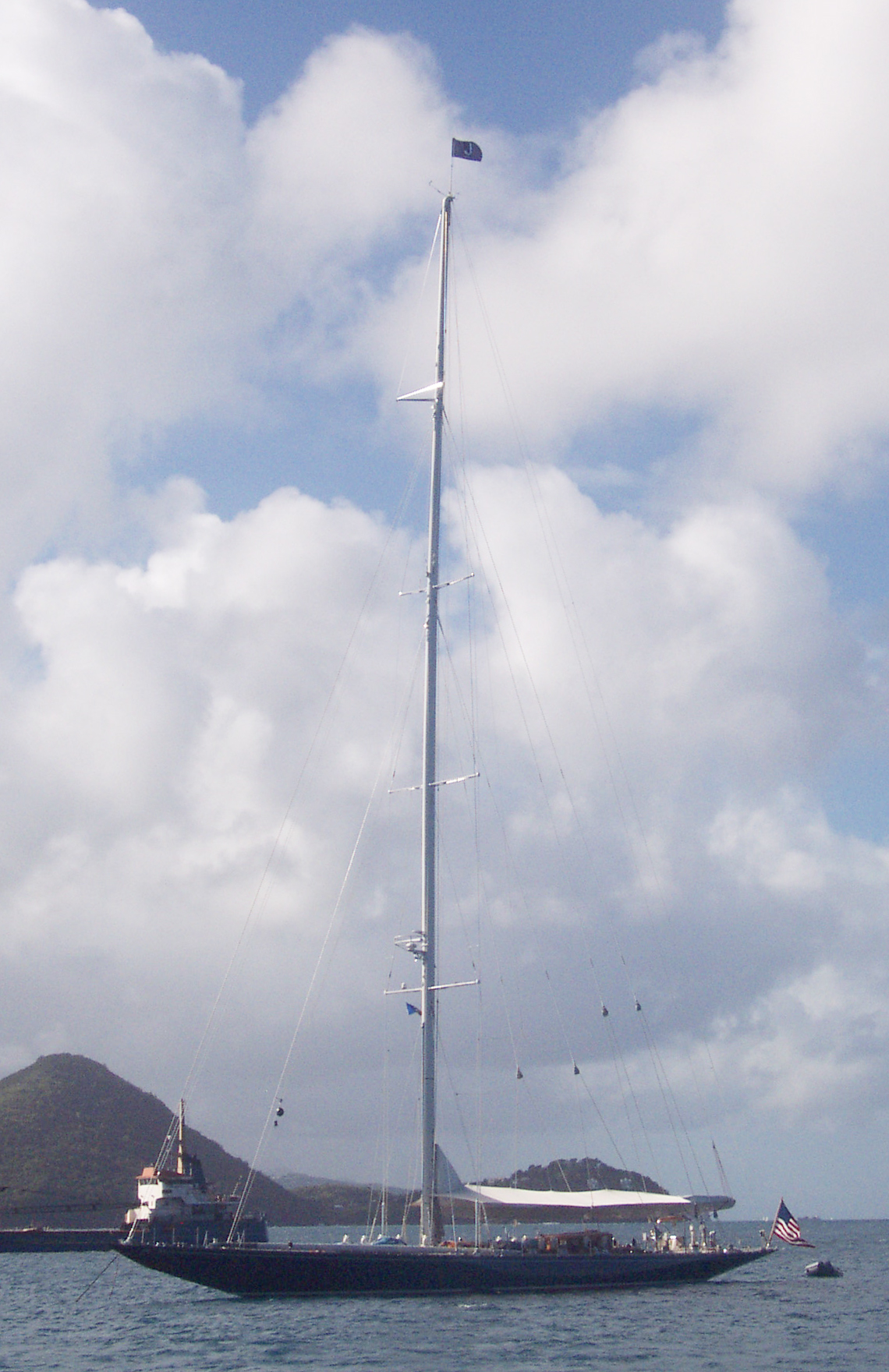
J-Klasse-Yacht Endeavour, 2003

## Refit klassischer Yachten
Im Jahre 1989 setzte die Werft einen neuen Trend zur Wiederbelebung großer klassischer Yachten, indem sie mit dem Konstruktionsbüro „Gerard Dijkstra & Partner“ zusammenarbeitete, um Elizabeth Meyers prestigeträchtige J-Klasse-Yacht Endeavour von 1934 zu restaurieren. Die Restaurierung sowie eine Reihe von Folgeprojekten von Royal Huisman wurden von Yachtbesitzern und der Presse mit Branchenpreisen ausgezeichnet.
Bei der Werft lief im Jahr 2000 die 112-Fuß (33,6 m) Slup Pamina vom Stapel, die weltweit erste Yacht, die aus der hochfesten Aluminiumlegierung „Alustar“ gebaut wurde.

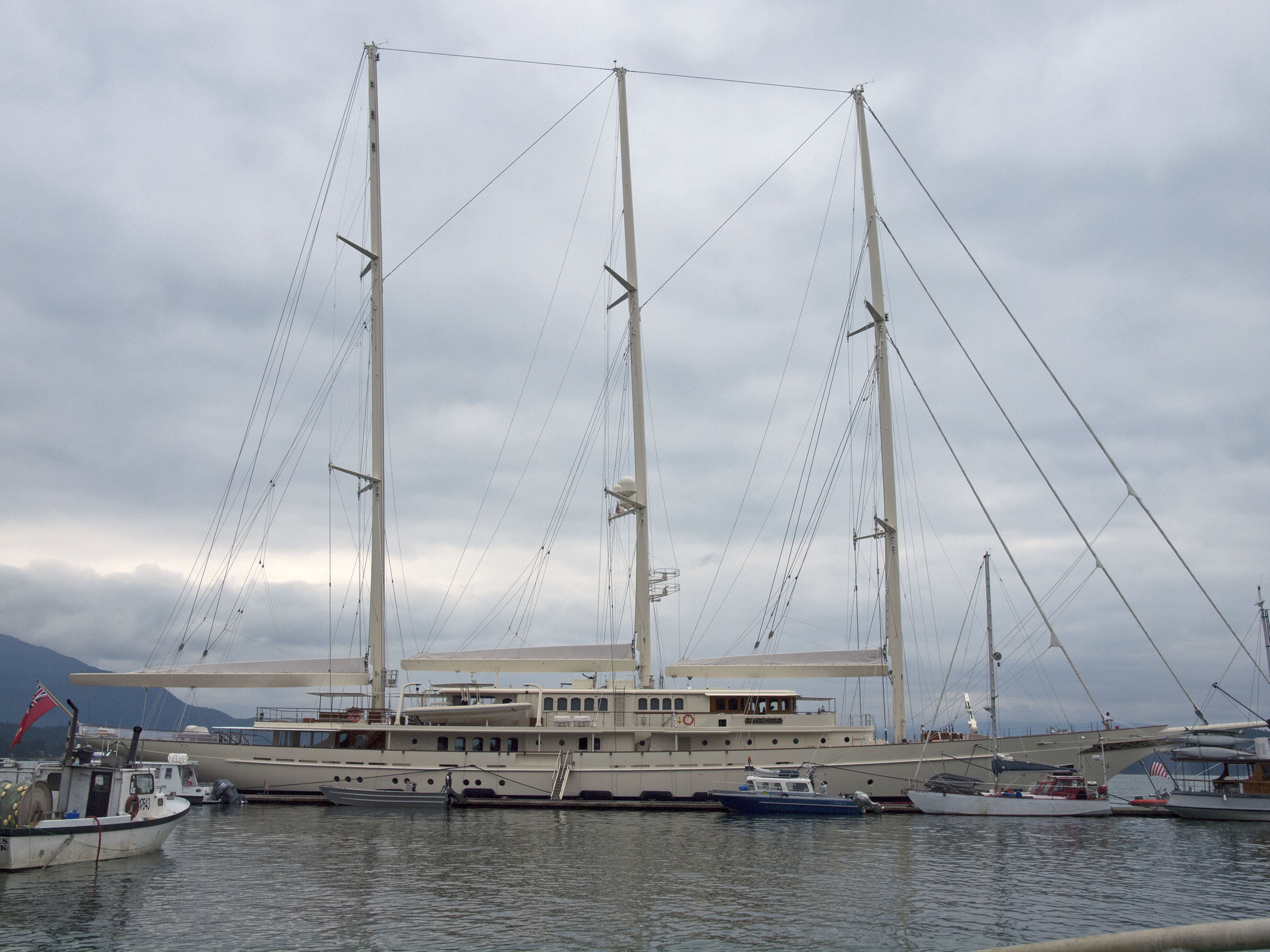
Segelyacht Athena in Statter Harbor, Auke Bay - Southeast Alaska, 2013

In den Jahren 2000 bis 2001 wurde eine hochmoderne Möbelfertigungsanlage geschaffen und eröffnet, die neue Halle 2 für den Bau des Projekts 378  Athena, das Flaggschiff der Werft. Die Yacht wurde 2004 an den Stammkunden Dr. Jim Clark übergeben, der auch die Yacht Hyperion (1998) bestellt hatte.

## Ausweitung des Geschäftsmodells
Die Werft hat sich in den vergangenen Jahren gelegentlich um die Überholung und Reparatur von Superyachten gekümmert, als die Werft 2011 ihr Geschäftsmodell mit der offiziellen Ausweitung der Überholung und Reparatur von Superyachten erweiterte. „Huisfit“, der neue Name für die Dienstleistungen dieser Abteilung, wird eingeführt. Das „Huisfit“-Team hat sich um verschiedene Yachten gekümmert, die nicht von Royal Huisman stammen, darunter Karyatis (107 Fuß Werft: Heesen), EOS (305 Fuß Werft: Lürssen) und Skat (232 Fuß Werft: Lürssen), Red Sula (105 Fuß Werft: Jongert), Heartbeat (78 Fuß Werft: Claasen), Nixe II, Be Mine (132 Fuß Werft: Lürssen), Adèle (180 Fuß Werft: Vitters) sowie Royal Huisman-Yachten wie Juliet, Borkumriff IV, Unfurled, Antares, Hyperion, Flyer, Arcadia, Surama (ex William Tai), Gliss und viele mehr.
Im Jahr 2014 wurde Royal Huisman Miteigentümer der „Bucket Regattas“ und im selben Jahr verband sich die Werft mit der Werft „Royal Doeksen“, einer weiteren niederländischen Seedienstleistungsorganisation, die bereits in der vierten Generation im Besitz und unter der Leitung der gleichen Familie ist. Im Jahr 2016 beschäftigte die Werft 280 Mitarbeiter.

## Yachten aus Kohlenstofffaserverbundwerkstoff
Die 139-Fuß (40,80 m) Schoner Samurai wurde ebenfalls Anfang 2016 ausgeliefert. „Huisfit“ und die Abteilung für fortschrittliche Verbundwerkstoffe bauten diese 40-Knoten-Rennyacht (ex Mari-Cha IV) in eine luxuriöse und dennoch leistungsstarke Superyacht um. Die 65-Fuß lange S&S-Slup Aileen II, die vollständig aus Kohlenstofffaser-Prepregs  gefertigt wurde, hatte im Jahr 2017 ihren Stapellauf. Der Auftrag des Eigners bestand darin, eine klassische Fahrtenyacht mit moderner Leistung zu schaffen, der Einhand gesegelt werden kann, einschließlich Ankern, Festmachen und Manövrieren. Darüber hinaus war es das Ziel des Eigners, dass die Yacht das gleiche Qualitätsniveau und den gleichen Komfort bietet, wie man es normalerweise von einer viel größeren Superyacht kennt.
Die extreme 58-Meter Slup Ngoni, Codename: „The Beast“ wurde 2017 ausgeliefert.
Im März 2018 lieferte die Königliche Werft die 56-Meter Slup Aquarius an ihre Eigner. Im Dezember 2014 hatten sie den Vertrag unterzeichnet, mit den Zuständigkeiten von „Dykstra Naval Architects“ aus Amsterdam für Konstruktion und Design sowie dem Londoner Büro von Mark Whiteley für die Planung und Gestaltung der Inneneinrichtung. Die Eigner hatten den erfahrenen Hochseesegler Godfrey Cray mit dem Projektmanagement betraut.

## Investitionen in Vollenhove
Der Fertigung erfolgt in einer 30.000 m² großen, speziell errichteten Anlage mit vier Bauhallen, einer Lackierhalle, einer Überholungshalle sowie Fertigungshallen, die von „Rondal“ betrieben werden, einer Tochtergesellschaft von Royal Huisman, die auf Rollreffanlagen, Winschen, Decksbeschläge und Spanten aus Kohlenstofffaser-Prepregs spezialisiert ist und auf Superyachtkomponenten.

## Expansion nach Amsterdam
Die Werftanlagen werden im Jahr 2019 auf das 12.000 m² großen Gelände der ehemaligen Holland Jachtbouw in der Region Amsterdam ausgeweitet. Dieser zweite Standort für Royal Huisman dient als Ergänzung zum bestehenden Hauptsitz in Vollenhove.

## Größte Alu-Yacht der Welt
Im Jahr 2020 wurde der 81-Meter Schoner Sea Eagle II – die größte Aluminium-Segelyacht der Welt – an ihren Eigner Samuel Yin übergeben.